# Eulima deshayesi
Eulima deshayesi is een slakkensoort uit de familie van de Eulimidae. De wetenschappelijke naam van de soort is voor het eerst geldig gepubliceerd in 1888 door Cossmann.